# 我们为何而战
《我們為何而戰》（英語：Why We Fight）是美國戰爭部在第二次世界大戰期間於1942至1945年製映的宣傳片系列。它最初是爲美國士兵創作，旨在幫助士兵瞭解美國參與戰爭的原因。後來，時任美國總統的小羅斯福下令公開發行，供公眾觀看。全系列分為7個影片：《戰爭序幕》、《納粹的入侵》、《分而治之》、《不列顛之戰》、《俄羅斯之戰》、《中國之戰》、《美國的參戰》，多數由好萊塢導演法蘭克·卡普拉執導。
奧斯卡獲獎者的好萊塢導演法蘭克·卡普拉對里芬斯塔於1935年推出的宣傳片《意志的勝利》感到畏懼。受到挑戰的他馬上就做出了回應，即推出這部宣傳片：《我們為何而戰》。該影片系列的製作困難重重。影片中許多片段來自戰場上軸心國的戰爭行為和在國內的宣傳。雖然電影大部分都由霍恩貝克剪輯，但大部分的動畫皆由迪士尼動畫工作室提供。有些片段和動畫也會因戰爭局勢的改變而有所變動。劇中的地圖動畫皆是遵循以黑色描繪軸心國的慣例。

## 制片目的
1941年日本偷襲珍珠港和美國參戰後，法蘭克·卡普拉應徵入伍。當時的他已經是個美國知名的好萊塢導演，且已獲得奧斯卡獎。其的代表作有《一夜風流》（1934年攝）與《美京風雲》（1939年攝影）。他被指派到陸軍參謀長喬治·馬歇爾手下服役。馬歇爾認為負責通信的陸軍通信兵團無法製作一個“敏感但客觀的信息”的宣傳片。

## 影片
- 戰爭序幕（英语：Prelude to War）
- 納粹的入侵（英语：The Nazis Strike）
- 分裂和入侵（英语：Divide and Conquer）
- 不列顛之戰（英语：The Battle of Britain）
- 戰爭來襲（俄羅斯）（英语：The Battle of Russia）
 （1943年攝）
- 中国之抗战
- 美國的參戰（英语：War Comes to America）